# Fanny Klefelt

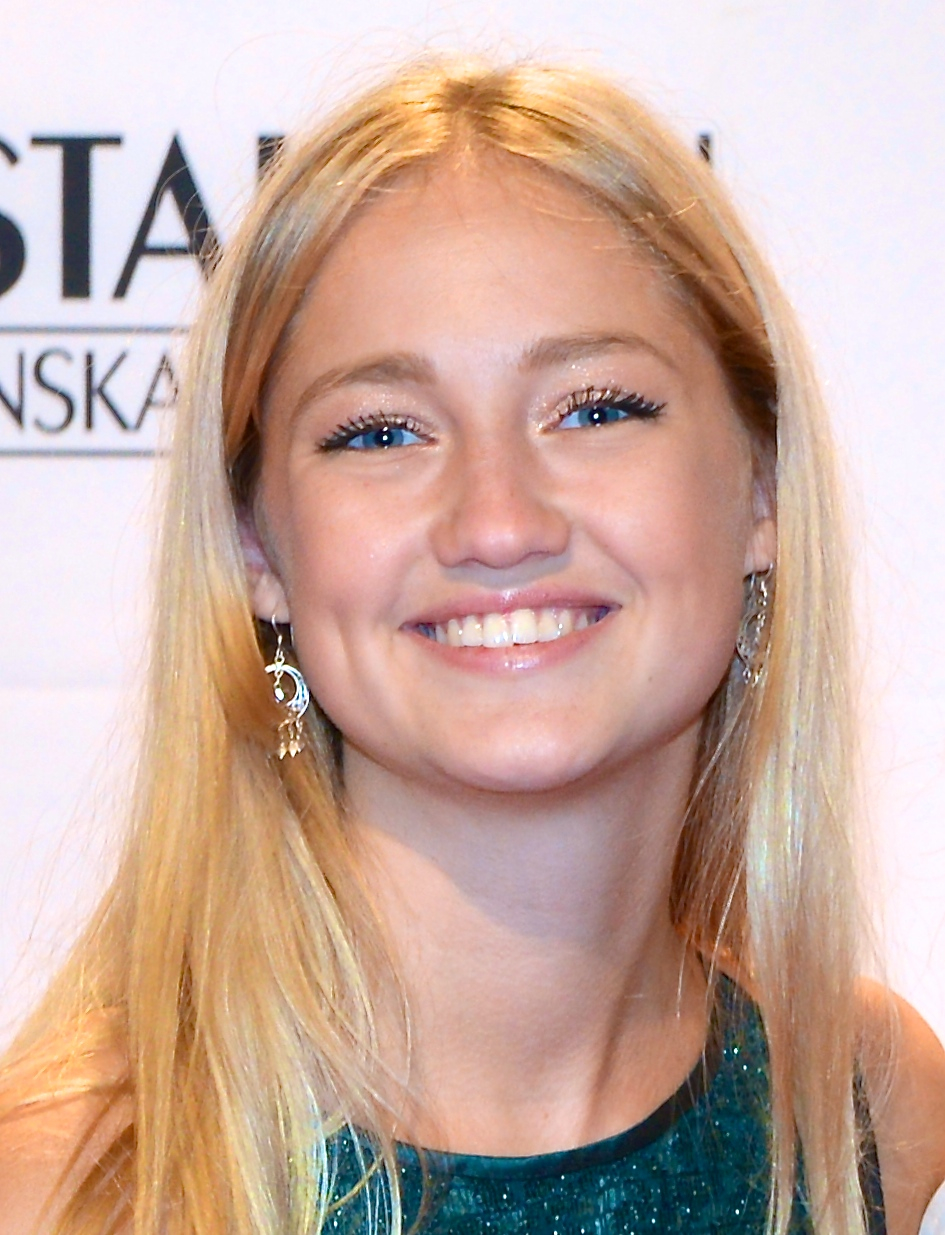
Fanny Klefelt, 2013

Fanny Fredrika Charlotta Klefelt (* 2. Februar 1994 in Stockholm) ist eine schwedische Schauspielerin.

## Leben und Karriere
Fanny Klefelt wurde am 2. Februar 1994 in Stockholm geboren. Ihr Debüt gab sie 2010 in dem Film Tusen gånger starkare. Außerdem trat sie 2012 in der Fernsehserie Sam tar över auf. Im selben Jahr bekam Klefelt in der Serie Portkod 1321 die Hauptrolle. Anschließend spielte sie 2013 in Inte värre än andra die Hauptrolle. Zudem moderierte sie 2014 mit Happy Jankell die Aftershow für Grammisgalan. 2020 wurde Klefeld für die Serie Sommaren med släkten gecastet. 2023 wird sie in dem Film Canceled die Hauptrolle spielen.

## Filmografie
Filme
- 2010: Tusen gånger starkare
- 2013: Ego
- 2013: Tyskungen
- 2015: Alena

Serien
- 2012: Portkod 1321
- 2012: Sam tar över
- 2013: Inte värre än andra
- 2014: Portkod 1525
- 2016: Maria Wern – Min lycka är din
- 2017: Sommaren med släkten
- 2017: Syrror
- 2019: Leif & Billy
- 2019: Innan vi dör
- 2020: Sommaren med släkten